# Tachysphex fulvitarsis
Tachysphex fulvitarsis är en stekelart som först beskrevs av Costa 1867.  Tachysphex fulvitarsis ingår i släktet Tachysphex, och familjen Crabronidae. Enligt den svenska rödlistan är arten sårbar i Sverige. Arten förekommer i Götaland och Öland. Artens livsmiljö är havsstränder, stadsmiljö.